# Kōichi Tanaka
Pour les articles homonymes, voir Tanaka.
Kōichi Tanaka (田中 耕一, Tanaka Kōichi), né le 3 août 1959 à Toyama (Japon), est un chimiste japonais. Il est colauréat avec John B. Fenn de la moitié du prix Nobel de chimie de 2002.

## Biographie
Tanaka naît à Toyama. En 1983, il reçoit son B.A. de l'université Tōhoku, il ne continue pas ses études plus loin.
Pour effectuer une spectrométrie de masse d'une macromolécule, telle qu'une protéine, la substance analysée doit être ionisée et vaporisée par un laser. Le problème est que l'irradiation directe par un laser détruit certaines liaisons chimiques de la molécule étudiée et donc entraîne une perte d'information sur sa structure. En 1985 Tanaka découvre qu'en utilisant une mixture de poudre métallique ultra-fine dans un glycérol comme matrice, la substance analysée peut être ionisée sans rupture de liaisons chimiques. Un brevet est pris en 1985 et, une fois le brevet public, son travail est publié en mai 1987 à la conférence annuelle de la société de spectrométrie de masse du Japon.
Ces travaux permettent à Tanaka d'obtenir avec John B. Fenn la moitié du prix Nobel de chimie de 2002 (l'autre moitié a été remise à Kurt Wüthrich) « pour le développement de méthodes d'identification et d'analyse de la structure de macromolécules biologiques […] pour leur développement de méthodes de désorption par ionisation douce pour des analyses de macromolécules biologiques par spectrométrie de masse ».
En 2023, c'est la seule personne sans études post-bachelor ayant obtenu un prix Nobel en sciences,.